# Garbów (gmina)
Garbów – gmina wiejska w województwie lubelskim, w powiecie lubelskim. W latach 1975–1998 gmina położona była w województwie lubelskim. Stanowi część aglomeracji lubelskiej zgodnie z koncepcją P. Swianiewicza i U. Klimskiej.
Siedziba gminy to Garbów.
Według danych z 30 czerwca 2004 gminę zamieszkiwało 8968 osób. Natomiast według danych z 31 grudnia 2017 roku gminę zamieszkiwały 9053 osoby.

## Struktura powierzchni
Według danych z roku 2002 gmina Garbów ma obszar 102,42 km², w tym:
- użytki rolne: 80%
- użytki leśne: 15%

Gmina stanowi 6,1% powierzchni powiatu.

## Demografia
Dane z 30 czerwca 2004:
| Opis                              | Ogółem | Ogółem | Kobiety | Kobiety | Mężczyźni | Mężczyźni |
| --------------------------------- | ------ | ------ | ------- | ------- | --------- | --------- |
| jednostka                         | osób   | %      | osób    | %       | osób      | %         |
| populacja                         | 8968   | 100    | 4539    | 50,6    | 4429      | 49,4      |
| gęstość zaludnienia (mieszk./km²) | 87,6   | 87,6   | 44,3    | 44,3    | 43,2      | 43,2      |

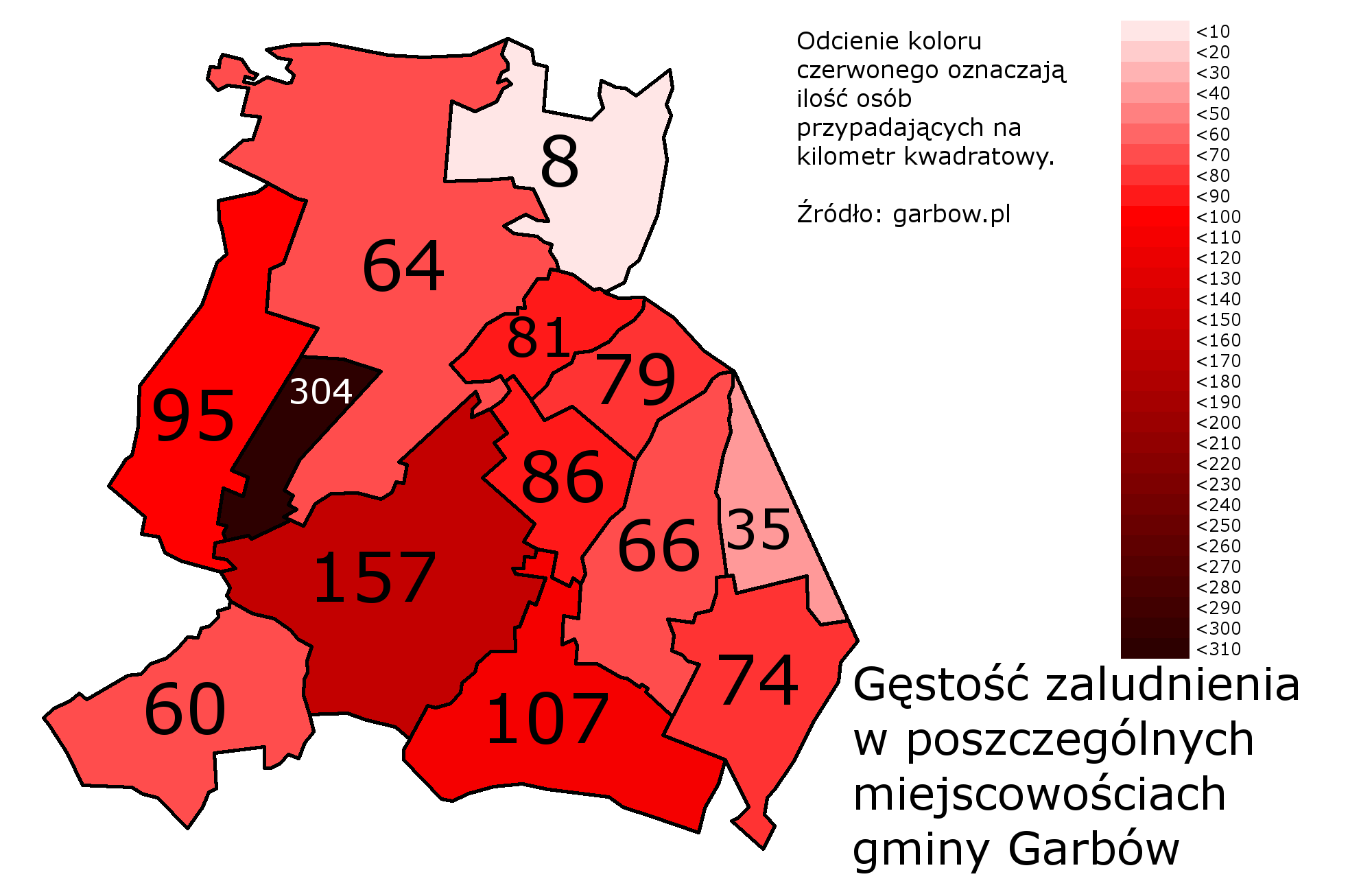
Gęstość zaludnienia miejscowości gminy Garbów

- Piramida wieku mieszkańców gminy Garbów w 2014 roku[9][10].

- Liczba mieszkańców w poszczególnych sołectwach[11][12][13][14]

| Sołectwo              | Liczba mieszkańców | Liczba mieszkańców | Liczba mieszkańców | Liczba mieszkańców | Gęstość zaludnienia os./km² (2020) |
| Sołectwo              | 30 VI 2020         | 30 VI 2019         | 30 VI 2014         | 1991               | Gęstość zaludnienia os./km² (2020) |
| --------------------- | ------------------ | ------------------ | ------------------ | ------------------ | ---------------------------------- |
| Bogucin               | 1174               | 1163               | 1086               | 945                | 118                                |
| Borków                | 289                | 295                | 288                | 321                | 81                                 |
| Garbów I              | 1143               | 2189               | 2170               | 885                | 176                                |
| Garbów II             | 1044               | 2189               | 2170               | 875                | 141                                |
| Gutanów               | 480                | 489                | 485                | 596                | 60                                 |
| Janów                 | 234                | 237                | 241                | 258                | 78                                 |
| Karolin               | 340                | 342                | 339                | 291                | 86                                 |
| Leśce                 | 523                | 531                | 511                | 548                | 68                                 |
| Meszno                | 65                 | 65                 | 65                 | 77                 | 8                                  |
| Piotrowice-Kolonia    | 128                | 132                | 117                | 132                | 37                                 |
| Piotrowice Wielkie    | 527                | 526                | 514                | 555                | 77                                 |
| Przybysławice         | 817                | 823                | 845                | 894                | 91                                 |
| Wola Przybysławska I  | 603                | 1374               | 1401               | 672                | 63                                 |
| Wola Przybysławska II | 793                | 1374               | 1401               | 816                | 63                                 |
| Zagrody               | 970                | 975                | 953                | 960                | 310                                |
| Razem                 | 9130               | 9141               | 9015               | 8825               | 89                                 |

## Baza hotelowo-restauracja
Gmina Garbów (przede wszystkim dzięki przebiegu drogi ekspresowej relacji Lublin-Warszawa oraz bliskiemu położeniu Lublina) na tle innych gmin wiejskich wyróżnia się znaczącą liczbą obiektów gastronomicznych oraz hotelo-gastronomicznych (jest ich 14, z czego 8 w Bogucinie).
| Bogucin - Karczma Bida - Bistro Podolanka - Nowy Dwór Bogucin - Bar Katarzynka - Dom Weselny Katarzynka II - Hotel Biesiada - Dom Weselny Pestka - Dom Weselny KAPAMA | Garbów - Restauracja Złota Rybka - Dom Weselny ROMAX - Hotel Garbów Leśce - Dwór Leśce Zagrody - Bar Duet - Podolanka Wyroby Garmażeryjne |

## Handel spożywczy
Na terenie gminy działają trzy supermarkety (Dino w Przybysławicach oraz Stokrotka w Garbowie i Zagrodach) oraz ponad 20 sklepów spożywczych (o powierzchni mniejszej niż 400 m²), w tym trzy sklepy powszechne: Delikatesy Centrum, Groszek (ul. Młyńska w Garbowie, oraz ul.Lubelska w Zagrodach)) oraz Lewiatan (Bogucin).

## Sołectwa
Bogucin, Borków, Garbów (sołectwa: Garbów I i Garbów II), Gutanów, Janów, Karolin, Leśce, Meszno, Piotrowice-Kolonia, Piotrowice Wielkie, Przybysławice, Wola Przybysławska (sołectwa: Wola Przybysławska I i Wola Przybysławska II), Zagrody
Miejscowość podstawowa  bez statusu sołectwa: Meszno (leśniczówka).

## Sąsiednie gminy
Abramów, Jastków, Kamionka, Markuszów, Nałęczów, Niemce